# Механічна флотаційна машина типу МФУ

Схема механічної флотаційної машини типу МФУ-12.
1 — флотаційна камера; 2 — блок-аератор; 3 — імпелер; 4 — статор; 5 — повітряний патрубок; 6 — центральна труба; 7 — пінознімачі; 8 — жолоб пінного продукту.

Механічні флотаційні машини типу МФУ (Україна) — вітчизняна серія механічних флотомашин.

## Конструкція і принцип дії
Флотаційна машина типу МФУ-12 — прямотечійна, шестикамерна, застосовується для збагачення вугілля. Вона складається з двох трикамерних секцій, які з’єднані між собою проміжним пристроєм шиберного типу з перепадом висот 300 мм. Машина обладнана дворядним пінознімачем із шарнірно підвішеними лопатками й автоматичними регуляторами рівня пульпи в кожній секції.
Камера машини 1 має прямокутну форму з вертикальними стінками, скошеними у нижній частині. У кожній камері є блок-аератор 2 з відцентровим імпелером 3 і стержневим статором 4. При роботі імпелера повітря засмоктується в камеру через повітряний патрубок 5 і центральну трубу 6. Вихідна пульпа надходить у першу камеру з приймального кармана, потрапляє у блок-аератор 2 і викидається у камеру. З першої камери в другу пульпа надходить через отвір у перегородці. Ця ж пульпа перетікає з другої камери у третю. У четверту камеру вона потрапляє через проміжний карман, з якого через отвори в перегородках — у п’яту і шосту камери. Процес флотації у кожній камері однаковий. Пінний продукт дворядними пінознімачами 7 з шарнірно підвішеними лопатками видаляється у жолоби 8, розташовані по обидві сторони машини. Камерний продукт перетікає з камери в камеру і видаляється з останньої через розвантажувальний карман.
У машині МФУ-12 використаний принцип двошарової аерації й агітації пульпи по висоті камери, розподіл зон аерації й агітації. Принцип пошарової аерації й агітації є доцільним для флотаційних машин великої місткості, оскільки зі збільшенням місткості зростає їхня глибина. Це призводить до необхідності збільшення здатності твердої фази до зависання і циркуляції пульпи в нижній зоні камери.
Цим умовам задовольняють наявність у машині осьового імпелера в блоці-аераторі та його розташування біля дна камери. Конструкція елементів вузла аерації — відцентрового імпелера і статора (рис.) — дозволила отримати високу аераційну характеристику машини.
Особливість конструкції відцентрового імпелера (рис. а) полягає в наявності консольних лопаток 1, які виступають за межі верхнього 2 і нижнього 6 дисків, і великої площі контакту пульпи з повітряним середовищем, що забезпечує високу продуктивність аератора по повітрю. Верхню 3 і нижню 5 кільцеві щілини використовують для надходження пульпи, а кільцеву щілину 4 — для надходження повітря. Стержневий статор (рис. б) являє собою диск 7 із закріпленими на ньому стержнями 8.
Процес флотації протікає таким чином: вихідна пульпа з приймального кармана надходить у першу камеру флотомашини, де потрапляє у відцентровий імпелер через верхню кільцеву щілину, яка утворена верхнім диском і центральною трубою, і через нижню кільцеву щілину, утворену нижнім диском імпелера і його маточиною. Одночасно на імпелер надходить повітря з атмосфери, яке засмоктується через повітряний патрубок, у результаті чого відбувається насичення пульпи повітрям (аерація). При обертанні імпелера його лопатки викидають пульпо-повітряну суміш у радіальному напрямку на вигнуті ряди стержнів статора. При цьому відбувається інтенсивне дроблення бульбашок повітря (диспергування). Аерована пульпа надходить у флотаційну камеру, де частинки вугілля прилипають до бульбашок повітря. Мінералізовані бульбашки спливають на поверхню пульпи й утворюють пінний шар, який видаляється пінознімачами.
Перевагами машин типу МФУ є висока продуктивність, поліпшений гідродинамічний режим, прямотечійний рух пульпи в камері, що знижує витрату електроенергії. Флотомашини типу МФУ випускаються з місткістю камер від 6,3 до 36 м3.

## Технічні характеристики

| Об'єм камери, м3               | 6      | 12     | 25      | 36    |
| Число камер                    | 6      | 6      | 6       | 1     |
| Продуктивність:                |        |        |         |       |
| по твердому, т/год             | 50     | 80     | 120     | 25    |
| по пульпі, м3/год              | до 450 | до 700 | до 1000 | 250   |
| Імпелер:                       |        |        |         |       |
| частота обертання, хв−1        | 580    | 580    | 580     | 580   |
| потужність електродвигуна, кВт | 30     | 40     | 50      | 55    |
| Габарити камери, мм:           |        |        |         |       |
| довжина                        | 14730  | 19200  | 21800   | 6800  |
| ширина                         | 3500   | 3450   | 4150    | 6700  |
| глибина                        | 3040   | 3290   | 3580    | 4500  |
| Маса камери, т                 | 23,45  | 37,00  | 49,90   | 18,00 |